# Jakiw Hołowacki
Jakiw Hołowacki, ukr. Яків Федорович Головацький, pol. Jakub Hołowacki lub Głowacki, ros. Яков Федорович Головацкий (ur. 17 października 1814 w Czepelach, zm. 13 maja 1888 w Wilnie) – ukraiński działacz narodowy, badacz galicyjskiego folkloru, profesor Uniwersytetu Lwowskiego w katedrze Literatury i Języka Ruskiego, następnie jeden z liderów moskalofilstwa.
Pochodził z rodziny duchownego greckokatolickiego. Od młodości zafascynowany folklorem Rusinów galicyjskich, postanowił zostać duchownym, by móc zaangażować się w ich formujący się ruch narodowy i poznawać ruską kulturę ludową. W czasie studiów razem z Markijanem Szaszkewyczem i Iwanem Wahyłewyczem powołał do życia grupę samokształceniowo-literacką nazwaną Ruską Trójcą, w ramach której rozpoczął badania nad kulturą ludową Galicji. Dzięki staraniom Hołowackiego grupa wydała tom zatytułowany Rusałka Dnistrowaja, w którym zawarli kilka pieśni ludowych, kilka utworów własnych, tłumaczeń z różnych języków słowiańskich oraz rozważania nad piśmiennictwem staroruskim. Jego publikacja była jednym z momentów zwrotnych w rozwoju ukraińskiego ruchu narodowego w Galicji. Represje policyjne, jakie spotkały członków koła po publikacji Rusałki..., doprowadziły do rozluźnienia więzi między nimi, kładąc kres działalności grupy. Mimo to Hołowacki kontynuował samodzielnie działalność wydawniczą oraz studia nad kulturą ludową. W 1846 w pamflecie O położeniu Rusinów w Galicji zasugerował władzom austriackim oparcie się na galicyjskich Ukraińcach przeciwko Polakom, wskazując na lojalność ludności ruskiej i zaangażowanie Polaków w działalność spiskową.
Wziął udział w wydarzeniach Wiosny Ludów w Galicji. W grudniu 1848 stanął jako profesor na czele Katedry Literatury i Języka Ruskiego Uniwersytetu Lwowskiego. Stopniowo odchodził od głoszonych w młodości poglądów na rzecz idei jedności języka rosyjskiego i dialektów ukraińskich. Usiłował stworzyć samodzielnie ukraiński język literacki, opierając go na słownictwie cerkiewnosłowiańskim; końcowe brzmienie powstałego tworu było zbliżone do współczesnego Hołowackiemu rosyjskiego. Stał się jednym z liderów ruchu moskalofilskiego; ostatecznie oprócz postulatów unifikacji kulturowej wszystkich narodów wschodniosłowiańskich zaczął apelować o ich zjednoczenie w Imperium Rosyjskim i brał udział w działaniach władz carskich na rzecz rusyfikacji Chełmszczyzny.
Z powodu głoszonych poglądów moskalofilskich oraz kontaktów z władzami carskimi został uznany przez władze austriackie za osobę niepewną. Za sprawą namiestnika Galicji Agenora Gołuchowskiego zawieszono go w prawach profesora uniwersytetu. Przyczyniło się to do podjęcia przez niego decyzji o wyjeździe do Rosji; w 1868 osiadł w Wilnie, przyjął prawosławie i stanął na czele komisji archeologicznej mającej dowieść odwiecznej rosyjskości ziem litewskich. Do końca życia był aktywnym popularyzatorem wiedzy o Rusi Czerwonej i badaczem jej kultury.

## Życiorys

### Pochodzenie i młodość
Pochodził z polskiego rodu szlacheckiego Głowackich herbu Prus o tradycjach rycerskich. Rodzina kultywowała również tradycję kozacką, przekazując z pokolenia na pokolenie legendę o walce jednego z Głowackich w stopniu pułkownika pod rozkazami Chmielnickiego. Hołowaccy byli grekokatolikami, z rodziny wywodziło się wielu duchownych. Kapłanem był też ojciec przyszłego działacza, Teodor (ukr. Федор).
W dzieciństwie Hołowacki nauczył się najpierw dialektu ruskiego (rodzice używali go w kontaktach z dziećmi), dopiero później języka polskiego, chociaż to nim rodzice posługiwali się, rozmawiając ze sobą w domu. Sytuacja materialna rodziny była dobra – Hołowacki wspominał, iż ojciec był właścicielem gaju, pasieki i ogrodu. Od najmłodszych lat był zafascynowany folklorem galicyjskim, z którym stykał się w rodzinnej wsi. Również w dzieciństwie zaczął interesować się Rosją i kulturą rosyjską. Ojciec Hołowackiego, chociaż sam był lojalny wobec władzy austriackiej, z entuzjazmem opowiadał synowi o tym kraju i dobrze wspominał przemarsz wojsk rosyjskich przez Galicję w 1809.
W 1831 ukończył gimnazjum we Lwowie. Podjął wówczas dwuletnie studia na kierunku filozofia na Uniwersytecie Lwowskim, które miały stanowić wstęp do dalszej edukacji w dziedzinie teologii poprzedzającej przyjęcie święceń kapłańskich w Kościele greckokatolickim. Zdaniem Włodzimierza Osadczego Hołowacki zdecydował się na wstąpienie do stanu duchownego, by zaangażować się w ruch narodowy Rusinów galicyjskich, nie zaś z powodu prawdziwego powołania. Autentyczną pasją Hołowackiego były bowiem studia nad historią i kulturą ludową Rusi.

### Działalność Ruskiej Trójcy
W czasie studiów Hołowacki poznał Markijana Szaszkewycza, który zaproponował mu założenie kółka samokształceniowego zajmującego się poznawaniem języka cerkiewnosłowiańskiego i ruskiego. Wkrótce dołączył do nich student filozofii Iwan Wahyłewycz. Młodzi ludzie porozumiewali się ze sobą jedynie w dialekcie ruskim, co sprawiło, iż ich koledzy z uczelni nazwali ich „Ruską Trójcą”, którą to nazwę przyjęli dla swojego kółka. Hołowacki, Szaszkewycz i Wahylewicz nadali założonej grupie cechy tajnego ugrupowania, złożyli przysięgę, iż do końca życia będą walczyć o ideały narodu ruskiego oraz przyjęli tajne słowiańskie imiona (Hołowacki wybrał imię Jarosław).
Pod wpływem poznanych utworów pisanych w języku ukraińskim i publikowanych w Rosji oraz po wydrukowaniu przez M. Maksymowicza zbioru ruskich dum Ruska Trójca postanowiła skoncentrować swoje wysiłki na badaniach nad folklorem ruskim, zyskując pewną popularność w Galicji. Wiosną 1834 hrabia Jan Tarnowski zaprosił Hołowackiego, Szaszkewycza i Wahylewicza do swojego pałacu w Dzikowie w celu dokonania inwentaryzacji dokumentów pisanych w cyrylicy. Po lekturze odnalezionych dokumentów Hołowacki doszedł do wniosku, iż dotarł do materiałów urzędowych księstwa halicko-wołyńskiego oraz

że dokumenty te są kontynuacją bytu politycznego narodu ruskiego (halickiego), który żył i kwitł w czasach samodzielności Księstwa Halickiego z czasów Wołodara, Wasylka, Romana, Daniela i Lwa.

Latem tego samego roku Hołowacki udał się w podróż po Galicji w celu dalszego zbierania pieśni i przysłów ludowych. Przemieszczając się piechotą i zatrzymując się u chłopów, notował zasłyszane przysłowia, legendy, pieśni, opisywał zwyczaje lokalne oraz specyficzne cechy miejscowych gwar. W czasie podróży zwiedził cały obszar między Lwowem a Mikołajowem, od Halicza do Stanisławowa, był na Pokuciu i Bukowinie. Jeszcze w tym samym roku udał się na Węgry, gdzie kontynuował studia filozoficzne oraz prowadził samodzielne badania nad kulturą ludową Rusi Węgierskiej i Huculszczyzny.
Podczas gdy przywódcą ideowym grupy był Markijan Szaszkewycz, Hołowacki był w niej najbardziej sprawnym organizatorem. To dzięki jego staraniom w 1837 członkowie Ruskiej Trójcy wydali tom zatytułowany Rusałka Dnistrowaja, w którym zawarli kilka pieśni ludowych, kilka utworów własnych, tłumaczeń z różnych języków słowiańskich oraz rozważania nad piśmiennictwem staroruskim. Mimo faktu, iż dzieło nie zawierało przesłania politycznego, z powodu trudności z cenzurą ukazało się nie w Galicji, a na Węgrzech. Inicjatorzy publikacji zostali objęci nadzorem policyjnym, zaś konsystorz greckokatolicki udzielił im upomnienia, najsurowiej oceniając działalność Hołowackiego. Badania nad piśmiennictwem słowiańskim były w ówczesnej Austrii traktowane jako przestępstwo.
Działalność Ruskiej Trójcy miała decydujące znaczenie dla rozwoju ukraińskiego ruchu narodowego w Galicji. Jednak represje policyjne, jakie spotkały członków koła po publikacji Rusałki..., doprowadziły do rozluźnienia więzi między nimi, kładąc kres działalności grupy. Zdaniem Kozika w ciągu kilku następnych lat jedynym organizatorem działalności literackiej i wydawniczej w języku ruskim (ukraińskim) w Galicji był Hołowacki.

### Działalność w latach 1839–1848
W 1839 Hołowacki ukończył studia teologiczne. W roku następnym ponownie udał się na Huculszczyznę, by odwiedzić Czarnohorę. Wrażenia z podróży opisał w artykule opublikowanym dwa lata później w piśmie praskiego Muzeum Czeskiego. W 1841 wziął udział w przygotowywaniu druku zbioru przysłów opublikowanego w 1841 w Wiedniu pod tytułem Hałycki prypowidky i zahadky zibranii H. Ilkewyczom. W maju 1842 ożenił się z Marią Buraczyńską, córką duchownego greckokatolickiego. Z powodu jego działalności związanej ze zbieraniem zabytków folkloru ruskiego przyjęcie przez niego święceń kapłańskich przesunęło się w czasie; mimo uchylenia stawianych mu zarzutów świeckich został wyświęcony dopiero po tym, gdy dwóch duchownych zeznało pod przysięgą, iż Hołowacki nie należał do tajnych ugrupowań i prowadził przykładny tryb życia. Nie otrzymał jednak własnej parafii i do 1846 był jedynie wikariuszem w Mykitińcach. Dopiero od 1846 jest wzmiankowany jako proboszcz parafii w Chmielowej. W latach 1843 i 1845 planował wydanie almanachu pieśni ludowych pt. Hałyczanka, jednak zamiary te nie zostały ostatecznie zrealizowane.
Po wstąpieniu do stanu duchownego Hołowacki kontynuował dotychczasową działalność. Samodzielnie zbierał materiały do almanachu Winok Rusynam na obżinki, który opublikował w 1846 razem z bratem przy wsparciu finansowym M. Wereszczyńskiego i serbskiego hierarchy prawosławnego, metropolity karłowickiego Józefa. Interesował się nie tylko folklorem Rusinów galicyjskich, ale i twórczością pisarzy i poetów piszących po ukraińsku w Imperium Rosyjskim. Jak sam wspominał:

Moje doświadczenie języka ludowego nie ograniczyło się tylko do samej naszej Rusi, chciałem dowiedzieć się, jak język małoruski tworzy się pod piórem pisarzy ukraińskich.(...) Za drogie pieniądze sprowadzałem utwory Kotlarewskiego, Osnowianenki i in. Pragnąłem posiadać wszystko, co się ukazało w języku małoruskim (...)

W 1847 opublikował pod pseudonimem Hawryło Rusyn pierwszą broszurę o wydźwięku czysto politycznym – Zustände der Russinen in Galizien. Ein Wort zur Zeit (Położenie Rusinów w Galicji), napisaną w języku niemieckim i wydrukowaną w Lipsku. Apelował w niej do rządu austriackiego, by opierał swoją kontrolę nad Galicją na Rusinach (najprzychylniej nastawionych do władz), nie zaś na Polakach. Zaprzeczał, iż Rusini pragną połączyć się z Rosją, gdyż nie mogłoby być zgody między prawosławnymi Rosjanami i unitami z Galicji, ponadto podkreślał, iż władze carskie niechętnie patrzą na rozwój literatury w języku ludowym, nierosyjskim. Broszura sugerowała, iż w zamian za ustępstwa na polu językowym i tolerancję religijną Rusini byliby gotowi przeciwstawiać się niepodległościowemu ruchowi Polaków. Była to pierwsza tak daleko idąca deklaracja ukraińskiego działacza narodowego, pierwszy wyraz jednoznacznego separatyzmu ukraińskiego. Według Jarosława Hrycaka tekst przepełniony był krytyką wobec hierarchii Kościoła greckokatolickiego i jej obojętności wobec problemów rozwoju kultury narodowej Rusinów galicyjskich, potępiał również politykę polskich warstw rządzących wobec nich. Broszura zyskała ogromną popularność w Galicji, wywołała entuzjazm młodych działaczy ukraińskich.

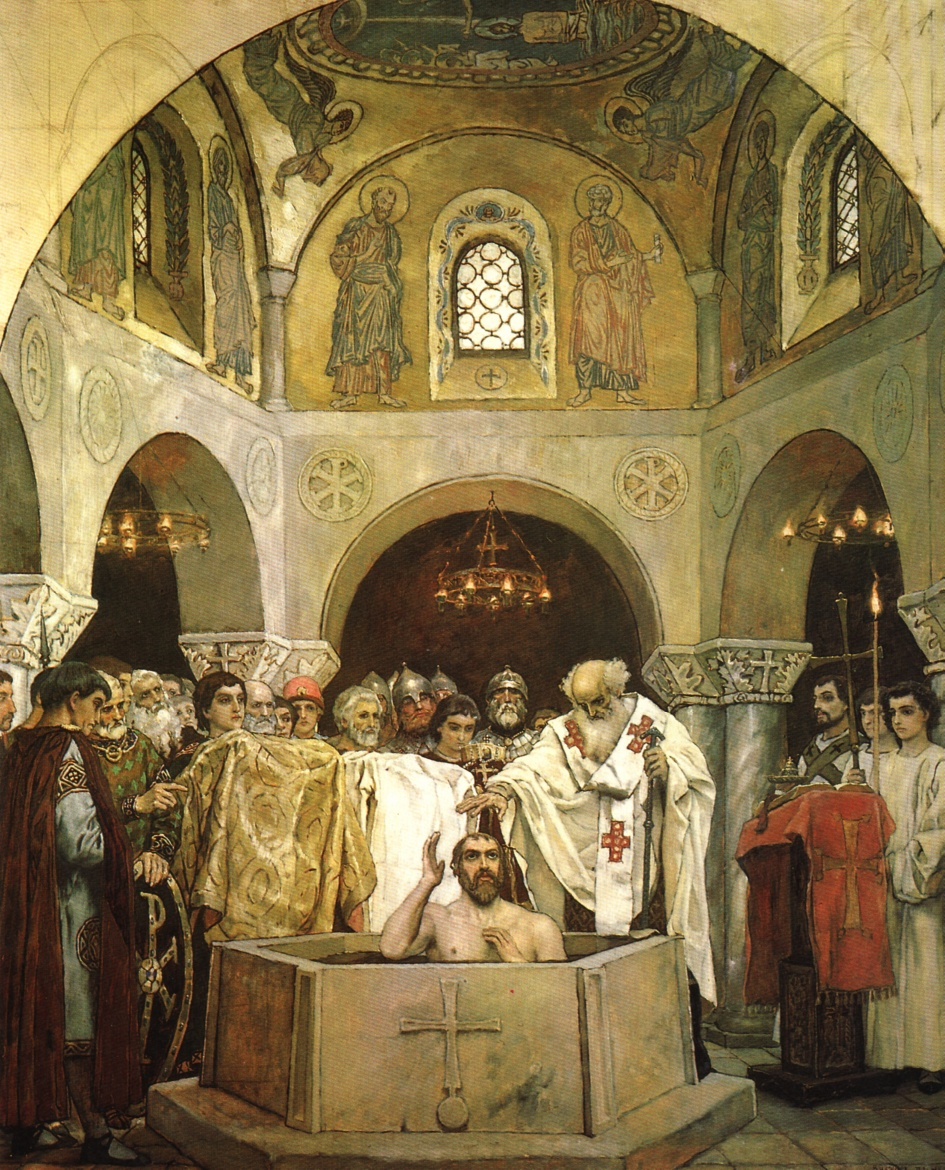
Chrzest Włodzimierza Wielkiego na fresku Wiktora Wasniecowa. Jakiw Hołowacki idealizował historię Rusi i widział w niej harmonijny rozwój cywilizacji, jakiego jego zdaniem zabrakło krajom zachodnim. Jednym z wydarzeń, jakie uważał za kluczowe w tym procesie, było przyjęcie chrześcijaństwa z Bizancjum

Hołowacki był przeciwnikiem kontaktów działaczy ruchu narodowego z działaczami rewolucyjnymi, jak również czerpania inspiracji z historii Europy Zachodniej. Uważał, że Słowianie posiadają własne, znacznie doskonalsze tradycje kulturalne (każdy wpływ zachodni na Słowiańszczyznę oceniał negatywnie, idealizując patriarchalny ustrój wczesnych Słowian, ustrój Nowogrodu, brak niewolnictwa w historii Słowiańszczyzny). Szczególnym kultem otaczał Ruś Kijowską pod rządami Włodzimierza Wielkiego. Wierzył w przemiany polityczne i społeczne w Galicji wprowadzane drogą reform przez władze austriackie. Apelował także o rozwój oświaty.
Hołowacki był zdecydowanym przeciwnikiem pańszczyzny; szlachcie galicyjskiej, zwłaszcza spolonizowanej szlachcie pochodzenia rusińskiego zarzucał bezprawne zwiększanie obciążeń wobec chłopstwa i wydzieranie chłopom ziemi. Polską szlachtę uważał również za sprawców katastrofalnego stanu szkolnictwa wiejskiego w Galicji. Jako „bicz boży” dla swoich poddanych opisywał także galicyjskich Ormian. Winą za ubóstwo wsi galicyjskiej obarczał szlachtę, jak również Żydów, o których pisał następująco:

Od tylu wieków zagnieżdżone żydostwo, wypleniło w narodzie całą przemyślność i pazurami swymi zagrzebało wszystkie rzemiosła i przemysł. Przewrotne to plemię podstępnymi czynami swymi umie utrzymać chłopa w ciągłej od siebie zależności i nie pozwala mu działać o własnych siłach [...]. Żyd wreszcie podburza przeciwko chłopu samego dziedzica lub rządcę jego dóbr, skoro spodziewa się z niego coś zedrzeć

Hołowacki nie był przy tym konsekwentny w swoich poglądach; jego korespondencja z lat poprzedzających wybuch Wiosny Ludów nie zawiera krytyki systemu społecznego, w tym zjawiska pańszczyzny. Jako liberał, a przy tym lojalny poddany austriacki, oczekiwał reform odgórnych, wprowadzonych przez rząd.
W 1846 negatywnie ocenił powstanie krakowskie skierowane przeciw popieranym przezeń władzom austriackim, z zadowoleniem przyjął natomiast rabację galicyjską wymierzoną przeciw polskiej szlachcie. Z całej Ruskiej Trójcy Hołowacki przejawiał najbardziej antypolskie poglądy i najsurowiej oceniał politykę Polaków wobec Rusinów.

### Wiosna Ludów
W 1848 historyk Denys Zubrycki zaprosił ks. Hołowackiego, będącego już uznanym badaczem folkloru ruskiego i znanym działaczem na rzecz odrodzenia narodowego Rusinów, do udziału w tworzeniu Ruskich Rad, lokalnych oddziałów Głównej Rady Ruskiej. Hołowacki wystąpił na zebraniu konstytuującym radę w Czortkowie, gdzie wygłosił przed ok. setką przedstawicieli inteligencji i duchowieństwa porywające przemówienie.
Duchowny wziął również udział w Soborze Uczonych Ruskich, w czasie którego wygłosił referat zatytułowany Rozprawa o języku południowo-ruskim i jego narzeczach, stanowiący zdaniem Włodzimierza Osadczego punkt zwrotny w definiowaniu pojęcia ruskości, a tym samym w procesie kształtowania świadomości narodowej Rusinów galicyjskich. Hołowacki jako pierwszy stwierdził, iż Rusini galicyjscy oraz Ukraińcy (Małorusini) rosyjscy stanowią jeden naród i posługują się jednym językiem o wielu odmianach lokalnych.
W 1848 Hołowacki zmienił na krótko swoje nastawienie do Polaków. Zadeklarował, iż dla inteligencji ukraińskiej w Galicji wskazana byłaby współpraca z nimi, chociaż podkreślał, iż jej wdrożenie nie będzie łatwe. Zdaniem Jana Kozika taka przemiana Hołowackiego wynikała z interesu politycznego, wiosną 1848 mogło się bowiem wydawać, iż państwo austriackie rozpadnie się, zaś o dalszych losach Galicji zdecydują Polacy.

### Działalność naukowa
Po utworzeniu na Uniwersytecie Lwowskim Katedry Języka i Literatury Ruskiej w 1848 rusińscy działacze narodowi zgłosili ks. Hołowackiego jako najodpowiedniejszego kandydata na jej kierownika. 13 grudnia 1848 dekret cesarski potwierdził tę nominację i nadał mu tytuł profesorski.
W pierwszych latach pracy naukowej Hołowacki postrzegał historię literatury ruskiej (nazywanej też przezeń południowo-ruską) jako zjawisko całkowicie odrębne od literatury rosyjskiej i białoruskiej, co było w ówczesnym słowianoznawstwie poglądem zdecydowanie mniejszościowym. Utrzymywał, że język południowo-ruski należy traktować jako niezależny wobec rosyjskiego i białoruskiego oraz jako istotne źródło inspiracji dla nich z uwagi na bogactwo związanej z nim kultury ludowej. Dzielił ponadto dzieje literatury ruskiej na epokę „bytu niepodległego”, okres przynależności Rusi do Rzeczypospolitej Obojga Narodów oraz czasy najnowsze. Podkreślał przy tym, iż ludowy język ruski nie wystarczy dla wykształcenia się pełnowartościowego języka literackiego. Zdaniem Jana Kozika podkreślanie przez Hołowackiego całkowitej niezależności rozwoju literatury na Ukrainie rosyjskiej oraz w Galicji wynikało z chęci wykazania się lojalnością wobec władz austriackich, zwłaszcza podkreślenia roli Józefa II w procesie emancypacji Rusinów galicyjskich. W rzeczywistości Ruska Trójca, czerpiąca inspirację z wielu ruchów narodowych i kulturalnych powstałych wśród Słowian, nie pomijała także inspiracji Ukrainą naddnieprzańską.
W 1849 opracował Gramatykę języka ruskiego, dla której źródłem były teksty pisarzy ukraińskich. Zawarł w niej również prognozy dotyczące dalszego rozwoju literatury ruskiej, zalecając dalszy rozwój niezależny od piśmiennictwa innych narodów wschodniosłowiańskich.
W ciągu kilku następnych lat pracy na Uniwersytecie Lwowskim Hołowacki całkowicie zmienił swoje poglądy w kwestii świadomości narodowej Rusinów oraz ich języka literackiego. Włodzimierz Osadczy uważa, iż źródła tej metamorfozy nie mogą być w pełni poznane, jednak należy uznać ją za szczerą i niewynikającą z pobudek materialnych.
Rozwijając pogląd, iż język ludowy nie wystarczy dla powstania języka literackiego, Hołowacki doszedł do wniosku, że słownictwo popularne musi zostać uzupełnione o terminy wywodzące się z cerkiewnosłowiańskiego, który nazywał „językiem miłości pobratymczej” Słowian oraz „przedwieczną krynicą”. W oparciu o język cerkiewnosłowiański miał zamiar stworzyć uniwersalny język ruski, wspólny dla Galicji i Ukrainy pod panowaniem rosyjskim. Wytworzony przez niego wariant języka odrzucał wzorce lingwistyczne proponowane przez autorów ukraińskich z Imperium Rosyjskiego, którym zarzucał chaos w stosowanej gramatyce. Bliższe były mu próby podejmowane w tym samym kierunku przez greckokatolickich duchownych galicyjskich, nawiązujących stylowo do języka cerkiewnosłowiańskiego. Prawdopodobnie metamorfoza poglądów Hołowackiego odbywała się pod wpływem rosyjskiego profesora Nikołaja Pogodina, z którym korespondował od 1841, oraz ks. M. Malinowskiego, przeciwstawiającego sobie język ludowy i „naukowy” język ruski oparty na słownictwie cerkiewnosłowiańskim.
Już w 1851 w swoich wykładach i publikacjach posługiwał się wytworzonym przez siebie wariantem języka, który stopniowo stał się bytem odrębnym zarówno w stosunku do dialektów ukraińskich, jak i do języka rosyjskiego, który w miarę upływu lat coraz bardziej inspirował Hołowackiego w jego dociekaniach lingwistycznych. Język Hołowackiego z tego okresu był porównywany do staroruszczyzny tekstów żyjącego w XI w. metropolity kijowskiego Hilariona, następnie ewoluował w kierunku współczesnego rosyjskiego. Jednak w celu uniknięcia oskarżeń o propagowanie tegoż języka duchowny nadal wykorzystywał w nim słowa ludowe. Następnie Hołowacki doszedł do wniosku, iż wszystkie narody wschodniosłowiańskie posługują się wspólnym językiem ruskim.
Hołowacki zmodyfikował również tematykę swoich wykładów: kurs literatury ruskiej ograniczył do piśmiennictwa ruskiego powstałego do XV w., dopiero po 1863 rozszerzył go od teksty napisane do I rozbioru Polski. Całkowicie zrezygnował natomiast z analizy współczesnej literatury w języku ukraińskim powstającej w Rosji. Cyryl Studziński, podsumowując kierunek pracy naukowej Hołowackiego, stwierdził, iż:

Do odrodzenia piśmiennictwa w języku ojczystym nie zapalił nikogo, bo i sam bardzo szybko przestał dążyć do tego celu

O ile wśród studentów wykłady Hołowackiego uważane były za suche i nieciekawe, jego praca naukowa spotykała się z uznaniem i szacunkiem profesorów Uniwersytetu Lwowskiego. W 1858 został wybrany na dziekana wydziału, zaś w roku akademickim 1863/1864 był rektorem uczelni. Prowadził szeroką korespondencję z działaczami ruchów narodowych chorwackiego, serbskiego, polskiego, czeskiego, słowackiego, rosyjskiego i słoweńskiego.

### Działacz moskalofilski
Prace ks. Hołowackiego nad językiem ruskim były znane nie tylko w społeczności akademickiej Lwowa. Po wzroście znaczenia stronnictwa moskalofilskiego w latach 50. i 60. XIX wieku stał się on jedną z jej pierwszoplanowych postaci. Na polecenie duchownego część nauczycieli gimnazjalnych i greckokatolickich katechetów rozprowadzała w szkołach wydawnictwa moskalofilskie, propagowała idee jedności wszystkich narodów wschodniosłowiańskich i zachęcała do nauki języka rosyjskiego. W 1854 przyczynił się do wydania Antologii ruskiej, czyli wyboru najlepszych poezji oryginalnych i w tłumaczeniu, w której zawarto wiersze Bohdana Didyćkiego oraz utwory poetów rosyjskich w nieznacznie zmodyfikowanej formie. Hołowacki próbował następnie uzyskać dla Antologii... status książki pomocniczej do nauki języka ruskiego.
W 1855 zainicjował wydawania pisma Siemiejnaja Bibliotieka w języku „czysto «russkim»” opracowanym przez siebie, który jednak był już w tym czasie niemal identyczny z rosyjskim. W piśmie Hołowacki zawarł pogląd, iż języki ukraiński (ruski) i rosyjski są na tyle podobne, że powinny zostać zunifikowane, co miało dotyczyć także literatur narodowych. Ocena taka została odrzucona przez galicyjski ruch ukraiński, a pismo zbankrutowało, zebrawszy jedynie 35 prenumeratorów.
Co najmniej od 1855 władze austriackie traktowały ks. Hołowackiego jako osobę niepewną. Namiestnik Galicji hr. Agenor Romuald Gołuchowski zwrócił uwagę ministra oświecenia hr. Leopolda Thuna na fakt, iż duchowny w swoich tekstach jednoznacznie opowiadał się za wprowadzaniem do języka Ukraińców galicyjskich wyrażeń i słów rosyjskich, co miało doprowadzić do zupełnej unifikacji języków. Działalność tę potraktowano jako aktywność niebezpieczną dla państwa; surowe upomnienie, jakiego udzielono Hołowackiemu, skłoniło go do wyciszenia swoich działań, nie zmienił jednak ich ogólnego kursu. Gołuchowski uznał wówczas duchownego za wichrzyciela i zażądał od niego skryptów wykładów. Po ich analizie ekspert rządu ds. piśmiennictwa ruskiego stwierdził, iż Hołowacki dąży do zlania się języka ruskiego (ukraińskiego) z rosyjskim. W dalszych kontaktach z ministrem oświecenia namiestnik Galicji pisał już o moskalofilstwie jako zjawisku niebezpiecznym, „żywiole separatystycznym grawitującym ku Rosji”; sugerował odebranie Hołowackiemu kierownictwa katedry uniwersyteckiej. Minister wydał reskrypt ponownie upominający duchownego oraz zezwolił Gołuchowskiemu na wyznaczenie nowego kandydata na kierownika katedry. Namiestnik powołał wówczas specjalną komisję, która miała przedyskutować sytuację w społeczności ukraińskiej Galicji oraz wskazać sposoby walki z moskalofilstwem. Ks. Hołowacki został jednym z członków komisji, zaś do ministra skierował deklarację, iż zgodnie z jego życzeniami zmieni przekazywane na wykładach treści. Komisja zaleciła m.in. zmianę alfabetu, jakim zapisywano język ruski (ukraiński), z cyrylicy-grażdanki na łacinkę ukraińską. Hołowacki stanowczo sprzeciwiał się tej koncepcji; w 1859 w liście do Gołuchowskiego, wbrew własnym poglądom, twierdził, iż język Rusinów galicyjskich i język rosyjski nie są tożsame.
W 1859 Agenor Gołuchowski odszedł z urzędu namiestnika Galicji, zaś Hołowacki pozostał na katedrze uniwersyteckiej. Jego silna pozycja wynika z prestiżu, jaki zdobył w środowisku naukowym oraz wsparciu Kościoła greckokatolickiego, w którym był postacią wpływową. Mógł promować duchownych podzielających jego poglądy polityczne i kulturalne; zarzucano mu nawet, iż utrudniał działalność i awans w hierarchii tym, którzy reprezentowali stanowisko odmienne. W greckokatolickim seminarium we Lwowie popularyzował poglądy moskalofilskie oraz sympatie dla prawosławia. W 1858 opublikował w kieszonkowym formacie tekst Świętej Liturgii w języku cerkiewnosłowiańskim z przekładem na język polski i język niemiecki, pragnąc spopularyzować obrzędowość Kościołów tradycji bizantyjskiej.

#### Współpraca z władzami rosyjskimi i konflikt z Agenorem Gołuchowskim

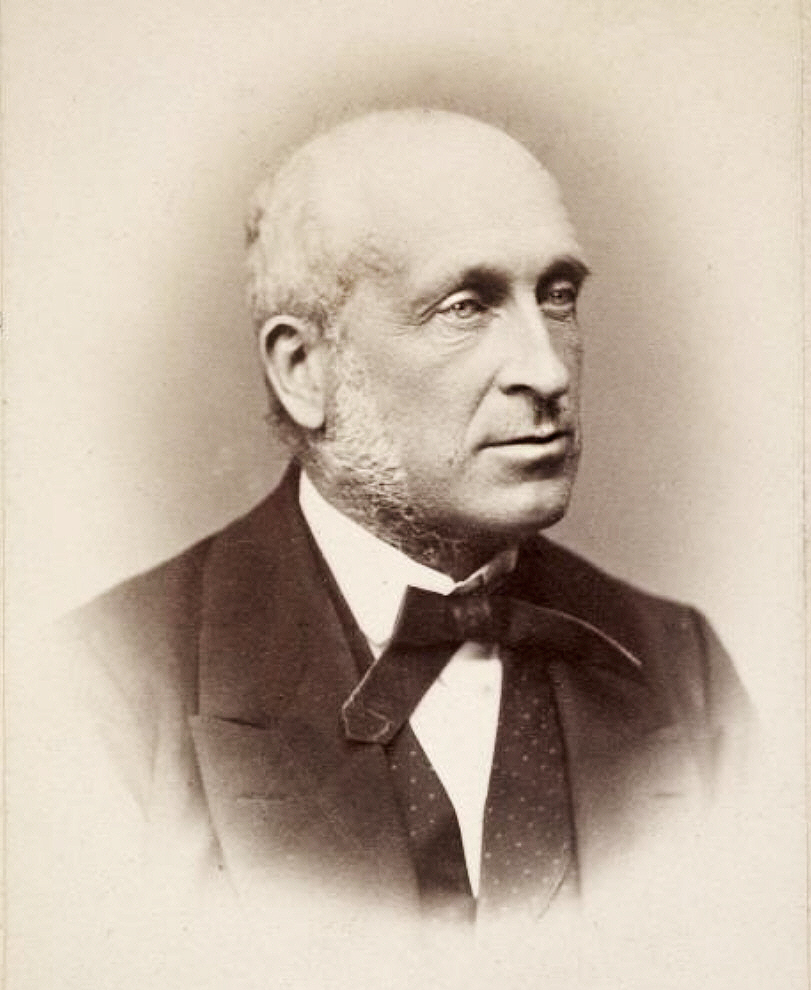
Agenor Gołuchowski

Moskalofilska działalność Hołowackiego stała się znana również wśród słowianofilów rosyjskich. Zaczął od nich otrzymywać środki finansowe do podziału między innych rusofilów, by wspierać ich aktywność. W 1864 ks. Michaił Rajewski, proboszcz cerkwi przy ambasadzie rosyjskiej w Wiedniu, polecił Hołowackiego jako człowieka mogącego wskazać kandydatów do wyjazdu na Chełmszczyznę w celu udziału w planowanej akcji jej rusyfikacji. Od 1886 duchowny wyszukiwał wśród absolwentów Uniwersytetu Lwowskiego kandydatów na nauczycieli języków klasycznych na Chełmszczyźnie. Wskazywane przez niego osoby otrzymywały stypendia na podróż oraz prawo wstępu na dwuletni kurs przygotowawczy na Uniwersytecie Moskiewskim lub Petersburskim. Pozycja Hołowackiego wśród organizatorów rusyfikacji Chełmszczyzny stała się na tyle istotna, że wszedł on w bezpośredni kontakt z księciem Władimirem Czerkaskim, jednym z głównym pomysłodawców działań w regionie chełmskim. W ocenie Rosjan był jednym z autorytetów w społeczności galicyjskich Ukraińców. Od 1866 działalność Hołowackiego była otwarcie prorosyjska i daleko wykraczała poza lingwistyczne i kulturoznawcze badania naukowe.
W tym samym roku po raz drugi namiestnikiem Galicji został Agenor Gołuchowski, który ponownie wystąpił zdecydowanie przeciwko moskalofilom. Na początku sprawowania urzędu udał się do ministerstwa oświecenia w Wiedniu, by uzyskać usunięcie duchownego z Uniwersytetu Lwowskiego. Premier Richard Belcredi nieoczekiwanie sprzeciwił się temu żądaniu. Hołowacki przypuszczał, iż było to efektem protekcji ambasadora rosyjskiego w Wiedniu. Agenor Gołuchowski nakazał przeprowadzenie w domu duchownego dwóch rewizji, w czasie których zarekwirowano ok. 60 listów, w tym pismo warszawskiego kuratora oświaty w sprawie wyjazdów absolwentów Uniwersytetu Lwowskiego do Rosji (wyjątkowo przesłane przez pomyłkę). Hołowacki protestował przeciwko działaniom policji, twierdząc, iż wyjeżdżający z Austrii nie są przez niego nakłaniani do tej decyzji, a kraj opuszczają legalnie. Protest wystosował również senat uczelni, jednak Gołuchowski wstrzymał go, a następnie nakazał władzom uniwersytetu przeprowadzenie postępowania dyscyplinarnemu. Uzyskał także od premiera Belcrediego, na krótko przed jego dymisją, potwierdzenie decyzji o tymczasowym zawieszeniu Hołowackiego w prawach profesora. Postępowanie dyscyplinarne na Uniwersytecie Lwowskim zakończyło się przyznaniem racji Hołowackiemu. W czasie przesłuchania przed stosowną komisją duchowny oskarżył ponadto tłumacza zarekwirowanych mu dokumentów o świadome sfałszowanie ich przekładu na niemiecki tak, by stworzyć wrażenie agitacji prorosyjskiej. Zwracając się do Niemców zasiadających w komisji (stanowiących w niej większość) argumentował, iż jeśli uniemożliwi się pracę jego katedry, cały uniwersytet zostanie opanowany przez Polaków. W tym okresie życia Hołowacki doszedł do wniosku, iż jakakolwiek współpraca polsko-ukraińska nie jest możliwa:

Z Polakami nie da się natomiast żyć. Dotąd prowadzono z Polakami zawziętą walkę, nie da się znaleźć z nimi modus vivendi. Ten gordyjski węzeł przetnie chyba rosyjski miecz!

Po korzystnej decyzji senatu uniwersytetu duchowny udał się do Wiednia, gdzie dowiedział się, iż w jego sprawie toczone jest osobne dochodzenie. Doszedł wówczas do wniosku, iż najprawdopodobniej nie odzyska dawnej pozycji.

### Emigracja
W 1867 jako reprezentant Rusi Czerwonej Hołowacki udał się do Rosji na wystawę etnograficzną, na którą gromadził eksponaty przedstawiające życie Rusinów galicyjskich. Został przyjęty z wielkim szacunkiem, przedstawiany jako męczennik za sprawę jedności wszystkich narodów wschodniosłowiańskich. 14 maja 1867 spotkał się z carem Aleksandrem II, trzy dni wcześniej uczestniczył w Świętej Liturgii w soborze św. Izaaka w Petersburgu, przed którym rozmawiał osobiście z metropolitą petersburskim Izydorem. Ks. Hołowacki odwiedził również Ławrę Troicko-Siergijewską, a także wygłosił kilka przemówień, których myślą przewodnią była jedność ziem dawnej Rusi Halickiej i Rosji. Zapewniał, iż ludność Galicji pragnie zjednoczenia z Imperium Rosyjskim. Zdawał sobie przy tym sprawę, iż w czasie pobytu w Rosji jest obserwowany przez agentów austriackich.
Natychmiast po powrocie duchowny został ponownie zaatakowany przez galicyjską prasę, oskarżającą go o nielojalność. Pojawiły się ponadto pogłoski, iż otrzymał on już propozycję pracy na uniwersytetach w Petersburgu lub Odessie. Hołowacki z rodziną przeniósł się zatem ze Lwowa w góry kołomyjskie. W lipcu 1867 przyjął ofertę objęcia przewodnictwa w wileńskiej komisji ds. aktów dawnych, której celem miało być udowodnienie odwiecznej rosyjskości ziem litewskich. Jego nominacja na to stanowisko została potwierdzona ukazem carskim z 22 grudnia 1867. W tym momencie podjął ostateczną decyzję o emigracji do Rosji. Był przy tym przekonany, iż aneksja Galicji do tego kraju jest sprawą przesądzoną i nastąpi najpóźniej w ciągu dekady.

#### Pobyt w Rosji

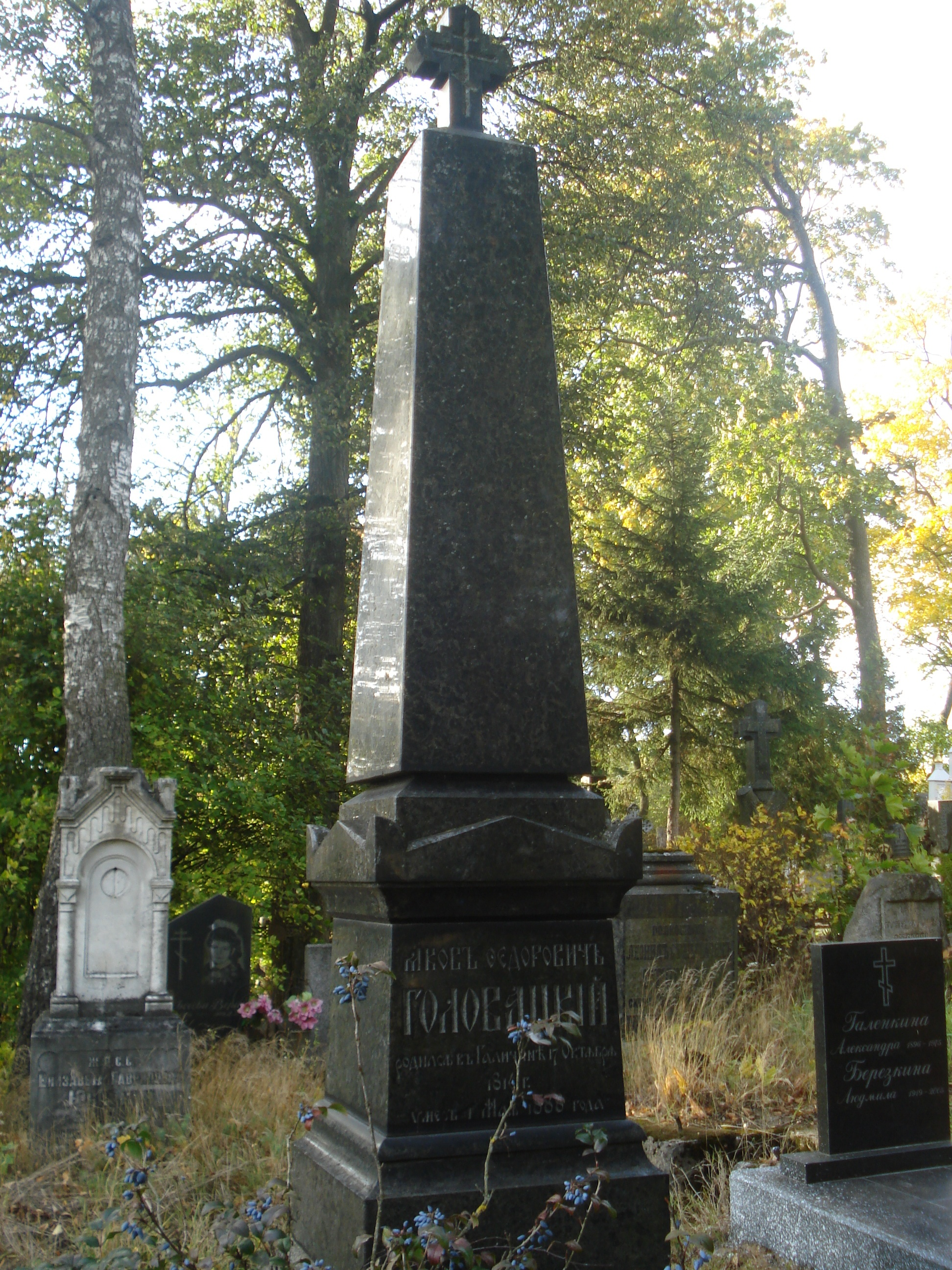
Grób Jakowa Hołowackiego na cmentarzu prawosławnym w Wilnie

W początkowym etapie pobytu w Wilnie Hołowacki spotkał się z wrogością generał-gubernatora Północno-Zachodniego Kraju Aleksandra Potapowa, który nie ufał mu z powodu wyznawanej religii unickiej i faktu, iż był on emigrantem z Austrii. Hołowacki zyskał jednak poparcie emerytowanego prawosławnego biskupa mińskiego Antoniego, ponadto od początku wyrażał chęć przejścia na prawosławie. 31 lipca 1868 cała rodzina Hołowackich złożyła w cerkwi św. Mikołaja w Wilnie przysięgę na obywatelstwo rosyjskie. Natomiast 7 września tego samego roku w soborze Zaśnięcia Matki Bożej w Wilnie Hołowaccy dokonali przed ks. Joannem Borzakowskim zmiany wyznania na prawosławne. Jakiw Hołowacki zrzekł się wcześniej święceń kapłańskich i konwersji dokonywał jako świecki.
W Rosji kontynuował prowadzone wcześniej badania naukowe. Był popularyzatorem wiedzy nt. Rusi halickiej, utrzymywał kontakt korespondencyjny z moskalofilską prasą ukraińską w Galicji. Z czasem stał się nie tylko zwolennikiem unifikacji języka ukraińskiego i rosyjskiego, ale i uczynienia tego ostatniego wspólnym językiem wszystkich Słowian. Mimo faktu, iż dowiedział się o pozytywnym rozpatrzeniu jego skargi przeciwko Agenorowi Gołuchowskiemu i uznaniu jego usunięcia z uniwersytetu za bezpodstawne, nie wrócił do Galicji. Dorobek naukowy Hołowackiego stał się podstawą przyjęcia go w poczet członków szeregu rosyjskich towarzystw naukowych. W 1866 otrzymał wielki złoty medal Rosyjskiego Cesarskiego Towarzystwa Geograficznego. Wielki srebrny medal otrzymał od Towarzystwa Miłośników Antropologii i Etnografii w Moskwie.
W 1878 Hołowacki wydał w Moskwie trzy tomy zebranych w młodości utworów zatytułowany Pieśni ludowe Rusi Halickiej i Węgierskiej. Otrzymał za tę pracę złoty pierścień z rubinami i brylantami oraz Nagrodę Uwarowowską z gratyfikacją 500 rubli. Władze carskie nadały mu również ordery św. Stanisława I stopnia i św. Anny I stopnia.
Zmarł 13 maja 1888 w Wilnie i został pochowany na miejscowym cmentarzu prawosławnym. W pogrzebie naukowca udział wzięli wszyscy najważniejsi przedstawiciele rosyjskiej elity miasta, w tym generał-gubernator wileński Iwan Kochanow. Obecna była również delegacja z Galicji, która złożyła na grobie wieniec z napisem „Swemu Łomonosowowi od Rusi Czerwonej”.

#### Spór Jakiwa Hołowackiego z Żegotą Paulim
Pod koniec lat osiemdziesiątych XIX wieku głośna była sprawa próby podszycia się Jakiwa Hołowackiego pod ks. Michała Głowackiego „Świętopełka”, pod jego skąpą spuściznę. Ukraiński etnograf, skądinąd wielce zasłużony, Jakiw Hołowacki po pięćdziesięciu latach (!) poczuł się pokrzywdzony przez Żegotę Paulego. Zarzucił mu plagiat oraz wyłudzanie notatek. Oskarżenia te podważył rosyjski badacz Aleksander Pypin. Z kolei Jakiw Hołowacki odpowiadając Pypinowi argumentował: „Как бы там не было, но мы должны были при случайности заявить и теперь доказать, что Паули, позаимствовавъ у насъ и у другихъ русскія пҍсни и не упоминая объ этомъ ни слова, напечаталъ за собственное собраніе (zebrał Żegota Pauli)”. Tekst opatrzył następującym przypisem: „Надавая польскія пҍсни, оъ въ предисловия поблагодарилъ ксендза Святополка Гловацкого и др. За сообщенныя ими пҍсни; о сообщенія ему же нами русскихъ пҍсень онъ совсҍм умолчалъ”.
Zarzuty J. Hołowackiego przedstawił polskiemu czytelnikowi oraz wykazał ich bezzasadność i stronniczość Jan Karłowicz. W odpieraniu tych zarzutów powołuje się m.in. na przedmowę do zbioru Paulego, cytując odnośny fragment, który skomentował w następujący sposób: „Ten S. Głowacki był podobno bratem J. Hołowackiego. Jeżeli więc przy ogłoszeniu polskich pieśni Ż. Pauli poczuwał się do obowiązku podziękowania za pomoc jednemu bratu, można przypuszczać, że nie uczyniłby tegoż względem drugiego brata gdyby mu coś zawdzięczał przy zebraniu ruskich pieśni?”. Pomyłkę J. Karłowicza sprostuje dopiero w 1955 roku Juliusz Zborowski w zakończeniu swego szkicu nt. ks. M. Głowackiego: “Nic podobnego. S. Głowacki – to nasz Michał Świętopełk, nie będący w żadnym pokrewieństwie z Hołowackimi”. 

## Oceny działalności
Przełomowa rola Hołowackiego i Ruskiej Trójcy w rozwoju ukraińskiego ruchu narodowego podkreślana jest przez szereg autorów. Mniej pozytywnie postrzegana jest przemiana poglądowa Hołowackiego i przystąpienie przezeń do ruchu moskalofilskiego. Jak pisał Włodzimierz Osadczy:

Wybrał jedną z dwóch dróg, którymi poszła ówczesna inteligencja ruska w Galicji, był konsekwentnym i uporczywym na tej drodze. Jednak z perspektywy czasu doczekał się druzgocącej oceny swoich niestrudzonych i niewątpliwie ofiarnych wysiłków. Orzeczono, że działalność Hołowackiego była nieszczęściem dla Rusi Halickiej